# キャンフィールド
キャンフィールド (Canfield) は、トランプのソリティアの一種である。1人で遊ぶ。

## 遊び方

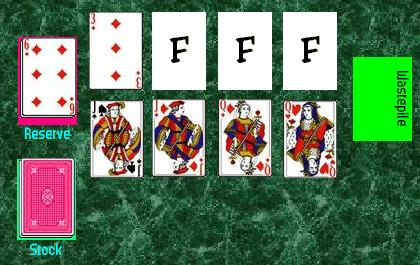
図A　カードの並べ方

- 使用するカードはジョーカーを除くトランプ1組52枚である。
- カードをシャッフルして、上から13枚のカードを予備札とし、一番上のカードを表向きにする（図Aでいう「Reserve」の部分）。
- 次に14枚目のカード1枚（図Aでいう3♦のカード）を台札として表向きに置き、さらに15枚目から18枚目の4枚のカード（図AでいうJ♠から横1列に並んでいる4枚）を場札として、台札の手前に表向きに1枚ずつ横に並べる。残りの34枚は山札として裏向きに置く（図Aでいう「Stock」の部分）。
- 台札の上に、最初に台札として置いたカードの数字をベースとして、その数字から始まる同じマークの数上がり列を作ることがゲームの目的である。
  - 図Aの場合は、最初の台札の数字が3なので、各マーク3→4→5→…K→A→2の順に、図Aでいう「F」の部分と3♦のカードが置かれている部分の4箇所に積んでいくことになる。
- 場札には、予備札や他の場札の山の一番上のカードを用いて、赤黒交互の数下がり列を作ることができる。
  - 予備札の一番上のカードを移したときは、その次のカードを表向きにして、同様に使うことができる。
  - 他の場札の山の一番上のカードに赤黒交互の数下がり列でつながるときは、その数下がり列をそのまま移すことができる。
  - 場札に空きができたときは、予備札の一番上のカードを移す。
- 台札に移せるカードがなかったり、場札に赤黒交互の数下がり列を作れなくなったときは、山札から1度に3枚ずつ捨て札の山（図Aでいう「Wastepile」の部分）に表向きに移す。このとき山札から引いたカードのうち3枚目のカードが上記のルールに従い台札や場札に移すことができれば、2枚目・1枚目もこの順で同時に使える。
  - 山札がなくなったときは、捨て札をシャッフルせずそのまま裏向きにし、新たに山札として使うことができる。
- こうしてゲームを進め、行き詰まることなくそれぞれの台札に13枚の同じマークの数上がり列ができれば成功となる。

## その他
クロンダイクと取り違えられることがある。また、イギリスではデーモン（Demon）と呼ばれる。